# Frederick Mayer (szpieg)
Frederick Mayer (ur. 28 października 1921 r. we Fryburgu Bryzgowijskim, zm. 15 kwietnia 2016 w Charles Town) – amerykański szpieg, z pochodzenia niemiecki Żyd.

## Życiorys
Urodził się 28 października 1921 r. we Fryburgu w Schwarzwaldzie w Niemczech jako Friedrich Mayer, syn właściciela sklepu metalowego. Pochodził z rodziny żydowskiej, jednak nigdy nie uważał się za przesadnie religijnego. Należał do klubu narciarskiego i lekkoatletycznego, zaczął przyuczać się do zawodu mechanika w zakładach Forda. Ze wzrostem prześladowań ludności żydowskiej pod rządami nazistów, wraz z matką naciskał na ojca, by opuścić Niemcy. Ojciec Mayera opierał się jednak wyjazdowi, argumentując że naziści nie będą prześladować weterana wojennego odznaczonego Krzyżem Żelaznym za udział w walkach pod Verdun.
Dzięki znajomym w USA rodzina wyjechała z Niemiec w 1938 r., krótko przed deportacjami i początkiem ludobójstwa europejskich Żydów. Mayer z rodziną osiadł na Brooklynie. Od tej pory życzył sobie, by zwracać się do niego Fred, a nie Fritz. Szybko uzyskał amerykańskie obywatelstwo. Uczył się zawodu mechanika, a 8 grudnia 1941 r. wstąpił do US Army, co było reakcją na atak japoński na Pearl Harbor z poprzedniego dnia i niemiecką deklarację wojny przeciw USA z tego samego dnia. Początkowo odrzucony przez komisję poborową, został przyjęty do służby, gdy zgłosił się w zamian za wezwanego do poboru brata. Początkowo stacjonował w bazach w Arizonie, Georgii i Marylandzie, a po szkoleniu podstawowym od lutego 1943 r. był zwiadowcą oddziału Wildcat Rangers w 81. Dywizji Piechoty. W jednostkach piechoty Mayer narzekał na nudę, szybko przyjął więc propozycję gen. Marcusa Bella wstąpienia do programu szkoleniowego OSS. Rozkaz przeniesienia otrzymał, gdy dywizja wyruszała do walk na Pacyfiku, do których pustynne ćwiczenia zupełnie nie mogły jej przygotować.
Początkowo trafił do bazy w Bethesda w Marylandzie, która chociaż była tajna, to jej położenie dobrze znali waszyngtońscy taksówkarze. Tam przeszedł szkolenie, które w przyszłości miało stać się prototypem szkolenia dla żołnierzy wojsk specjalnych, m.in. obejmujące czytanie mapy, posługiwanie się materiałami wybuchowymi, walkę wręcz, walkę nożem, kierowanie pojazdami wojskowymi i skoki spadochronowe. Z czasem został wraz z jednostką przeniesiony do nowej bazy na Catalinie, gdzie prowadzono szkolenie z technik przetrwania.
Wczesnym latem został wraz z jednostką skierowany do Włoch, ale na skutek pomyłki oddział trafił do Afryki Północnej, gdzie prawie został potraktowany jako uzupełnienia dla innych jednostek. Ostatecznie po kilku miesiącach zostali oddelegowani do Włoch. Tam jednak zespół ponownie został bez przydziału przez kilka miesięcy. Ostatecznie Mayer wraz z czterema ludźmi porzucili bazę i pojechali do Caserty, gdzie znaleźli sztab wywiadu i trafili do jednostki Tajnego Wywiadu, która zamiast działań dywersyjnych za linią frontu prowadziła na wrogim terytorium operacje szpiegowskie. Grupa Mayera została skierowana na szkolenie szpiegowskie dotyczące tworzenia siatek wywiadowczych, zbierania i przekazywania informacji oraz identyfikowania jednostek wojskowych.
Mayer został wybrany na dowódcę misji Greenup, która została zrzucona w lutym 1945 r. nad lodowcem w okolicy Innsbrucku, już za linią frontu. Podając się za niemieckiego żołnierza, Mayer przez dwa miesiące poruszał się po Tyrolu w zachodniej Austrii, zdobywając kluczowe informacje wywiadowcze na temat ruchów niemieckich wojsk, a także organizując liczną siatkę informatorów i kurierów z centralą w Oberperfuss. Mayer zwerbował m.in. zdymisjonowanego przez nazistów burmistrza, urzędników, dowódcę pułku Volkssturmu, funkcjonariuszy Kripo, dezerterów z Wehrmachtu, a nawet dowódcę jednego z batalionów górskich, który zaproponował Mayerowi plan opanowania Innsbrucku i wydania go Aliantom, ale został on odrzucony przez alianckie dowództwo.
Mayer namierzył m.in. konwój pociągów z posiłkami i zaopatrzeniem dla niemieckich wojsk we Włoszech, co umożliwiło precyzyjne bombardowanie, a także zdobywał informacje na temat tworzonej tzw. Reduty Alpejskiej, a nawet poznał dokładną lokalizację bunkra Hitlera oraz miejsce pobytu Benito Mussoliniego i przetrzymywania Édouarda Daladiera. Zdołał też przeniknąć do fabryki samolotów odrzutowych i ustalić, że ich produkcja została wstrzymana z braku surowców i części.
Wieczorem 20 kwietnia 1945 r. został rozpracowany i aresztowany przez Gestapo, a następnie był torturowany, ale nie zdradził reszty zespołu. Tortury nakazał przerwać zastępca gauleitera Tyrolu Max Primbs, który 24 kwietnia zabrał Mayera do gauleitera Franza Hofera, który chciał dowiedzieć się, jakie są szanse na aliancko-niemiecki sojusz przeciw ZSRR. Do spotkania nie doszłoby, gdyby inny pojmany aliancki agent nie opisał Mayera jako ważnego i wysokiego oficera wywiadu. Podczas spotkania ambasador Niemiec we Włoszech Rudolph Rahn zaoferował przekazanie informacji o Mayerze do OSS w Szwajcarii. 27 kwietnia został ewakuowany wraz z załogą więzienia, do którego wrócił po wizycie u Hofera, do obozu koncentracyjnego Reichenau, ale już tego samego dnia został zabrany z niego przez Primbsa. 30 kwietnia Mayer zdołał przekonać niemieckie władze Tyrolu do kapitulacji, dając im gwarancje osobistego bezpieczeństwa i biorąc ich formalnie do niewoli. Ocenia się, że jego działalność przyczyniła się do znaczącego skrócenia wojny i pozwoliła uniknąć zniszczenia Innsbrucku.
W 1945 r. został zwolniony z OSS, otrzymując Purpurowe Serce i Legię Zasługi. Po wojnie Mayer pracował w General Motors, a później jako redaktor w placówkach Głosu Ameryki w różnych częściach świata aż do emerytury, na którą przeszedł w 1977 r. Jako emeryt był przez ponad 30 lat wolontariuszem w dostarczającej posiłki organizacji charytatywnej Meals on Wheels. W 1990 r. otrzymał austriacki złoty Order Orła Tyrolu. W 1945 r. zgłoszony do odznaczenia Medalem Honoru, jednak komisja Departamentu Obrony nie przychyliła się do wniosku, podobnie jak do odznaczenia Distinguished Service Cross.
Zmarł 15 kwietnia 2016 r. w Charles Town w Wirginii Zachodniej, a jego zwłoki przekazano zgodnie z jego wolą do West Virginia School of Medicine.
Jego postaci poświęcono film dokumentalny Prawdziwe Bękarty Wojny i książkę Odważyli się wrócić Patricka O’Donnella.